# Жужелица ферганская
Жужелица ферганская (лат. Carabus (Pseudotribax) ferghanicus) — вид жуков-жужелиц из подсемейства настоящих жужелиц. Эндемичный вид Ферганского хребта.

## Описание
Длина тела 27-33 мм. Половой диморфизм выражен слабо. Голова утолщённая, сверху оморщинистая и мелкоточечная. Переднеспинка имеет слабые выемки по бокам у своего основания. Надкрылья по крайней мере в полтора раза длиннее своей общей ширины. Они несколько шире переднеспинки, посредине плоские, покрытые продольными рядами многочисленных глубоких крупных угловатых ямок. Окраска целиком чёрная, со слабым блеском. Второй сегмент усиков длиннее своей ширины, третий не длинный; оба сегмента не уплощённые или чуть уплощённые, в сечении округлые.
.

## Распространение
Узкоареальный редкий вид. Один из двух видов реликтового подрода, эндемичного для территории Ферганского хребта.
Ареал вида охватывает Кыргызстан и юго-западный макросклон северной части Ферганского хребта от Жалалабата до озера Карасу.
Населяет лесные и луговые места обитания в поясе лиственных орехово-плодовых лесов. Помимо этого встречается в лесной зоне на опушках лесов, под скалами, на каменистых осыпях. Жуки встречаются на высотах от 1200 до 2500 метров над уровнем моря. Выше пояса орехово-плодовых лесов ферганская жужелица практически не поднимаются и здесь держится преимущественно в зарослях шиповника.

## Биология
Вероятно, развивается в одном поколении за год. Личинки и имаго — наземные неспециализированные хищники. Питаются наземными беспозвоночными: червями, насекомыми, личинками, моллюсками. Жуки встречаются с мая по август. Зимуют взрослые жуки.

## Численность
Численность вида в местах обитания очень низкая. Самцов встречается немного больше, чем самок.

## Лимитирующие факторы
Ареал вида сокращается вследствие окультуривания массивов ореховых лесов, а также обработки пестицидами. В местах с интенсивным выпасом скота, на участках массовых
лесозаготовок и санитарных рубок вид не встречается.